# Ebba Stenbock
Ebba Gustavsdotter Stenbock (gestorven: Finland, 1614) was een Zweedse edelvrouwe die vooral bekend is vanwege dat ze leiding gaf over de verdediging van het Kasteel Turku tegen Karel IX van Zweden.

## Biografie
Ebba Stenbock werd geboren als een dochter van de rijksraad Gustaf Olofsson Stenbock en Brita Eriksdotter Leijonhofvud. Ze was een zus van Katarina Stenbock en via haar moeder was ze een nicht van koningin Margaretha Leijonhufvud. In 1573 huwde Ebba Stenbock met Klaus Fleming in het huis van haar zuster in Stockholm. Uit het huwelijk kwamen vier kinderen voort: Katarina, Hebla, Margareta en Johan. In 1594 werd haar echtgenoot aangesteld als gouverneur-generaal. Een jaar later brak de Zweedse burgeroorlog uit toen hertog Karel van Södermanland tot regent van Zweden werd benoemd ten koste van koning Sigismund van Zweden. Klaus Fleming was een van de belangrijkste aanhangers van koning Sigismund en behield voor hem de Zweedse provincie Finland.
Tegelijkertijd brak de Stokkenoorlog in Finland uit en Fleming slaagde erin om de opstand de kop in te drukken, maar kort daarna overleed hij in 1597. Hij werd als gouverneur opgevolgd door Arvid Stålarm de Jongere, maar Ebba nam het morele leiderschap van haar man over en bleef verzet bieden tegen de getrouwen van hertog Karel. Ze bereidde Kasteel Turku voor op de belegering en in augustus 1597 viel Karel van Södermanland Finland binnen en begon hij met het beleg van het kasteel. Hij bood de vrouwen een vrijgeleide aan door de linies, inclusief Ebba Stenbock, maar hij kreeg geen antwoord. Vanwege dat de hulp uit Polen uitbleef was Ebba Stenbock genoodzaakt om zich over te geven. Fleming was op dat moment nog niet begraven en volgens de legende zou Karel diens kist hebben geopend om zichzelf ervan te verzekeren dat hij inderdaad dood was. Nadat hij Fleming had geïdentificeerd zou hij gezegd hebben: "als je in leven was geweest, dan was je niet veilig geweest". Hierop zou zijn vrouw geantwoord hebben: "Als wijle mijn echtgenoot nog in leven was, dan zou u hier niet gestaan hebben mijn hoogheid".
Ebba en haar dochters werden gevangen genomen en naar Stockholm gebracht waar ze uit elkaar werden gehaald en onder huisarrest werden geplaatst. Ebba Stenbock werd in huis geplaatst bij Welam de Wijk, kapitein van de vloot van Karel van Södermanland. In 1598 werd De Wijk opgepakt vanwege muiterij en hij zou hiertoe aangezet zijn door zijn gevangene. Hem was de hand van een van Ebba Stenbocks dochters beloofd zijn. Een jaar later werd haar zoon vermoord in het Bloedbad van Åbo, maar Ebba en haar dochters werden vrijgelaten na het Bloedbad van Linköping. Ze ging vervolgens bij haar zus Katarina Stenbock in Strömsholm wonen.